# Lijst van voetbalinterlands Oman - Thailand
Deze lijst van voetbalinterlands is een overzicht van alle officiële voetbalwedstrijden tussen de nationale teams van Oman en Thailand. De landen speelden tot op heden elf keer tegen elkaar. De eerste ontmoeting, een groepswedstrijd tijdens de Aziatische Spelen 1986, vond plaats in Daegu (Zuid-Korea) op 25 september 1986. Het laatste duel, een groepswedstrijd tijdens de Azië Cup 2023, werd gespeeld op 21 januari 2024 in Doha (Qatar).

## Wedstrijden
| №  | Plaats  | Datum             | Competitie             | Wedstrijd       | Uitslag |
| -- | ------- | ----------------- | ---------------------- | --------------- | ------- |
| 1  | Daegu   | 25 september 1986 | Aziatische Spelen 1986 | Thailand – Oman | 0 – 0   |
| 2  | Bangkok | 4 december 1998   | Aziatische Spelen 1998 | Oman – Thailand | 0 – 2   |
| 3  | Bangkok | 29 september 2001 | Vriendschappelijk      | Thailand – Oman | 2 – 0   |
| 4  | Chengdu | 27 juli 2004      | Azië Cup 2004          | Oman − Thailand | 2 − 0   |
| 5  | Bangkok | 12 juli 2007      | Azië Cup 2007          | Thailand − Oman | 2 − 0   |
| 6  | Bangkok | 26 maart 2008     | WK 2010 kwalificatie   | Thailand − Oman | 0 − 1   |
| 7  | Muscat  | 22 juni 2008      | WK 2010 kwalificatie   | Oman − Thailand | 2 − 1   |
| 8  | Bangkok | 6 september 2011  | WK 2014 kwalificatie   | Thailand − Oman | 3 − 0   |
| 9  | Muscat  | 29 februari 2012  | WK 2014 kwalificatie   | Oman − Thailand | 2 − 0   |
| 10 | Dubai   | 25 mei 2021       | Vriendschappelijk      | Thailand − Oman | 0 − 1   |
| 11 | Doha    | 21 januari 2024   | Azië Cup 2023          | Oman − Thailand | 0 − 0   |

## Samenvatting
| Competitie        | Totaal gespeeld | Winst Oman | Gelijk | Winst Thailand | Doelsaldo Oman – Thailand |
| ----------------- | --------------- | ---------- | ------ | -------------- | ------------------------- |
| WK-kwalificatie   | 4               | 3          | 0      | 1              | 5 − 4                     |
| Azië Cup          | 3               | 1          | 1      | 1              | 2 − 2                     |
| Aziatische Spelen | 2               | 0          | 1      | 1              | 0 − 2                     |
| Vriendschappelijk | 2               | 1          | 0      | 1              | 1 − 2                     |
| Totaal            | 11              | 5          | 2      | 4              | 8 − 10                    |

OFA · A-internationals · Bondscoaches · Statistieken · Olympisch elftal · Oman U21 · Oman U20 · Oman U19 · Oman U18 · Oman U17
1970 – 1979 · 
1980 – 1989 · 
1990 – 1999 · 
2000 – 2009 · 
2010 – 2019 ·
2020 − 2029
1974 · 
1975 · 
1976 · 
1977 · 
1978 · 
1979 · 
1980 · 
1981 · 
1982 · 
1983 · 
1984 · 
1985 · 
1986 · 
1987 · 
1988 · 
1989 · 
1990 · 
1991 · 
1992 · 
1993 · 
1994 · 
1995 · 
1996 · 
1997 · 
1998 · 
1999 · 
2000 · 
2001 · 
2002 · 
2003 · 
2004 · 
2005 · 
2006 · 
2007 · 
2008 · 
2009 · 
2010 · 
2011 · 
2012 · 
2013 · 
2014 ·
2015 ·
2016 ·
2017 ·
2018 ·
2019 ·
2020 ·
2021 ·
2022 ·
2023
Afghanistan ·
Algerije ·
Australië ·
Azerbeidzjan ·
Bahrein ·
Bangladesh ·
Benin ·
Bhutan ·
Bosnië en Herzegovina ·
Brazilië ·
Bulgarije ·
Burkina Faso ·
Chili ·
China ·
Congo-Kinshasa ·
Costa Rica ·
Duitsland ·
Ecuador ·
Egypte ·
Estland ·
Filipijnen ·
Finland ·
Gabon ·
Guam ·
Haïti ·
Hongkong ·
Ierland ·
India ·
Indonesië ·
Irak ·
Iran ·
Japan ·
Jemen ·
Jordanië ·
Kazachstan ·
Kenia ·
Kirgizië ·
Koeweit ·
Kosovo ·
Laos ·
Letland ·
Libanon ·
Liberia ·
Libië ·
Macau ·
Malediven ·
Maleisië ·
Mali ·
Marokko ·
Mauritanië ·
Mozambique ·
Myanmar ·
Nepal ·
Nieuw-Zeeland ·
Noord-Korea ·
Noord-Macedonië ·
Noorwegen ·
Oezbekistan ·
Pakistan ·
Palestina ·
Paraguay ·
Qatar ·
Saoedi-Arabië ·
Senegal ·
Singapore ·
Slovenië ·
Soedan ·
Somalië ·
Sri Lanka ·
Syrië ·
Tadzjikistan ·
Taiwan ·
Thailand ·
Togo ·
Tunesië ·
Turkmenistan ·
Uruguay ·
Verenigde Arabische Emiraten ·
Verenigde Staten ·
Vietnam ·
Wit-Rusland ·
Zambia ·
Zimbabwe ·
Zuid-Korea ·
Zweden ·
Zwitserland
FAT · A-internationals · Bondscoaches · Statistieken · Thais vrouwenelftal · Thailand U21 · Thailand U20 · Thailand U19 · Thailand U18 · Thailand U17
1950 – 1959 · 
1960 – 1969 · 
1970 – 1979 · 
1980 – 1989 · 
1990 – 1999 · 
2000 – 2009 · 
2010 – 2019 ·
2020 − 2029
Asian Cup 1972 ·
Asian Cup 1992 · 
Asian Cup 1996 · 
Asian Cup 2000 · 
Asian Cup 2004 · 
Asian Cup 2007
OS 1956 · 
OS 1968
1956 · 
1957 · 
1958 · 
1959 · 
1960 · 
1961 · 
1962 · 
1963 · 
1964 · 
1965 · 
1966 · 
1967 · 
1968 · 
1969 · 
1970 · 
1971 · 
1972 · 
1973 · 
1974 · 
1975 · 
1976 · 
1977 · 
1978 · 
1979 · 
1980 · 
1981 · 
1982 · 
1983 · 
1984 · 
1985 · 
1986 · 
1987 · 
1988 · 
1989 · 
1990 · 
1991 · 
1992 · 
1993 · 
1994 · 
1995 · 
1996 · 
1997 · 
1998 · 
1999 · 
2000 · 
2001 · 
2002 · 
2003 · 
2004 · 
2005 · 
2006 · 
2007 · 
2008 · 
2009 · 
2010 · 
2011 · 
2012 · 
2013 ·
2014 ·
2015 ·
2016 ·
2017 ·
2018 ·
2019 ·
2020 ·
2021 ·
2022 ·
2023
Afghanistan ·
Australië ·
Bahrein ·
Bangladesh ·
Bhutan ·
Brazilië ·
Brunei ·
Bulgarije ·
Cambodja ·
China ·
Congo-Brazzaville ·
Denemarken ·
Duitsland ·
Egypte ·
Estland ·
Faeröer ·
Filipijnen ·
Finland ·
Gabon ·
Georgië ·
Ghana ·
Hongkong ·
India ·
Indonesië ·
Irak ·
Iran ·
Israël ·
Japan ·
Jemen ·
Jordanië ·
Kameroen · 
Kazachstan ·
Kenia ·
Kirgizië ·
Koeweit ·
Laos ·
Letland ·
Libanon ·
Liberia ·
Libië ·
Liechtenstein ·
Luxemburg ·
Macau ·
Malediven ·
Maleisië ·
Malta ·
Marokko ·
Myanmar ·
Nederland ·
Nepal ·
Nieuw-Zeeland ·
Nigeria ·
Noord-Ierland ·
Noord-Korea ·
Noorwegen ·
Oezbekistan ·
Oman ·
Oost-Timor ·
Pakistan ·
Palestina ·
Papoea-Nieuw-Guinea ·
Polen ·
Qatar ·
Saoedi-Arabië ·
Singapore ·
Slowakije ·
Sri Lanka ·
Suriname ·
Syrië ·
Taiwan ·
Tadzjikistan ·
Trinidad en Tobago ·
Turkmenistan ·
Uruguay ·
Verenigde Arabische Emiraten ·
Verenigde Staten ·
Vietnam ·
Zuid-Afrika ·
Zuid-Korea ·
Zuid-Vietnam ·
Zweden